# Peter Benenson
Peter Benenson, född som Peter James Henry Solomon den 31 juli 1921 i London, död 25 februari 2005 i Oxford, Oxfordshire, var en brittisk jurist som grundade föreningen Amnesty International.

## Biografi
Peter James Henry Solomon föddes i London i en judisk familj, som son till officeren Harold Solomon och Flora Benenson. Han upptog i vuxen ålder moderns flicknamn Benenson för att hedra sin morfar. Fadern dog när han var nio. Innan Eton hade han W.H. Auden som privatlärare. Andra världskriget hindrade honom från att fullfölja utbildningen vid universitetet i Oxford. Mellan 1941 och 1945 arbetade han med att avkryptera chiffer vid Bletchley Park. Efter kriget arbetade han som barrister, anslöt sig till Labour Party, och var 1957 medgrundare av JUSTICE, en brittisk organisation för mänskliga rättigheter. Han insjuknade och flyttade 1958 till Italien för att tillfriskna och konverterade samtidigt till Romersk-katolska kyrkan.
Med anledning av rättfall i António de Oliveira Salazars Portugal, kontaktade Benenson David Astor, redaktören för The Observer, 1961. Den 28 maj publicerade Benenson en artikel i den tidningen, "The Forgotten Prisoners", i vilken han uppmanade läsarna att skriva brev till stöd för de drabbade i det portugisiska rättsfallet. I juli grundade Benenson och sex andra i Luxemburg Amnesty International i anslutning till detta, för att samordna brevkampanjen. Benenson blev generalsekreterare och sedan dess ordförande. Efter anklagelser om att brittiska säkerhetstjänsten infiltrerade Amnesty, avgick Benenson 1966 från ordförandeposten, då detta inte kunde bevisas.